# Ana Guerra
Ana Alicia Guerra Morales, nota come Ana Guerra (San Cristóbal de La Laguna, 18 febbraio 1994), è una cantante spagnola.

## Carriera

### 2002-2015: Gli inizi
Nel 2002 fece la sua prima apparizione televisiva nel programma Menudas Estrellas, successivamente partecipò al talent musicale Veo Veo. Successivamente prese parte ad eventi di stampo nazionale come al Concerto di Natale con l'Orquesta Sinfónica de Tenerife, al Carnevale di Santa Cruz de Tenerife ed anche al Gala per l'elezione della regina di Carnevale.
Tuttavia, ha anche recitato come solista e come parte di gruppi nei principali teatri ed auditorium dell'isola di Tenerife. Nel 2015, si trasferì a Madrid alla ricerca di maggiori opportunità professionali.
Tra i principali musical in cui ha partecipato sono gli adattamenti spagnoli di Jesus Christ Superstar ed Evita.

### 2017-2018:Operación Triunfo 2017
Nel 2017, prende parte alla nona edizione di Operación Triunfo, versione spagnola del programma Operazione Trionfo. Riesce a rientrare tra i cinque finalisti del programma ed, allo stesso tempo, accede all'Operación Triunfo Gala Eurovisión, serata dedicata alla ricerca del rappresentante spagnolo per l'Eurovision Song Contest. In occasione della serata si presenta con tre brani Camina (con Aitana, Alfred, Amaia e Miriam), Lo malo (con Aitana) ed El remedio. Il 29 gennaio 2018 durante il "Gala Eurovisión", Ana Guerra si classifica al terzo posto insieme ad Aitana Ocaña con il brano Lo malo. Durante la sera del 5 febbraio, durante la finale di Operación Triunfo si classifica al quinto posto venendo esclusa dalla votazione della finalissima.

### 2018-presente: Primi lavori

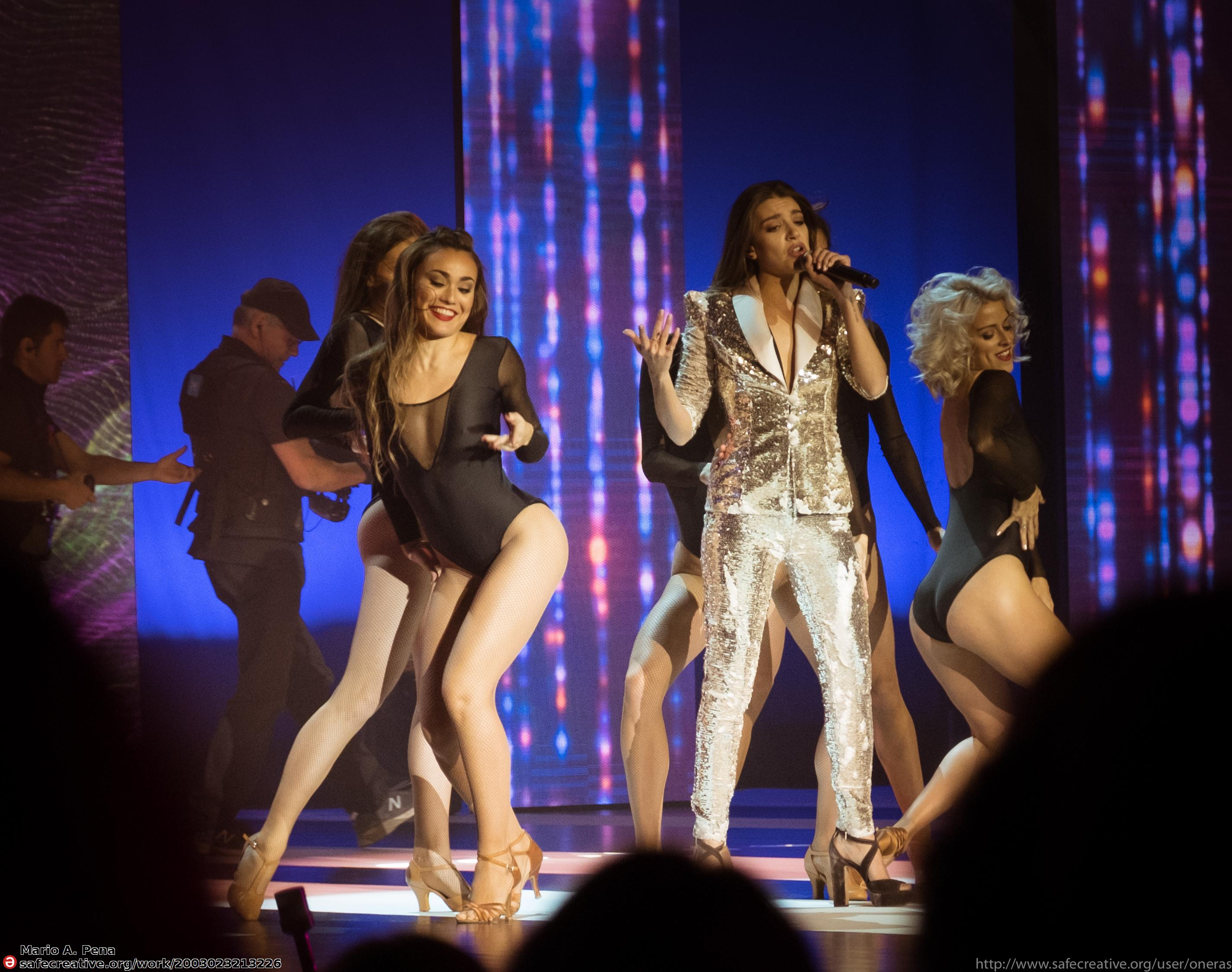
Ana Guerra durante la sua performance ai Premios Forqué 2019, a Saragozza.

Subito dopo il programma, Ana ed Aitana pubblicano il singolo Lo malo, dove riscosse un grande successo in Spagna dove scala le classifiche spagnole e viene certificato doppio disco di platino. Verso aprile 2018, viene pubblicato anche El remedio secondo singolo estratto dal Gala Eurovisión.
Nel luglio 2018, Ana Guerra in collaborazione con il disc jockey Juan Magán, rilascia il singolo Ni la hora. Il singolo raggiunge il secondo posto nelle classifiche spagnole, mentre il video ufficiale su YouTube raggiunge più di 4.5 milioni di visualizzazioni nei primi cinque giorni dalla pubblicazione. Nel 2018 è diventata la seconda artista donna spagnola nella storia ad avere due canzoni oltre 30 milioni di stream su Spotify Spagna.
All'inizio del 2019, Ana ha partecipato come artista ospite nel nuovo album di David Bustamante intitolato Héroes en tiempos de Guerra, in particolare con il duetto Desde que te vi. Guerra aveva già cantato con Bustamante dal vivo al concerto di Caminando Juntos allo stadio Santiago Bernabéu di Madrid nel giugno 2018.
Il 21 febbraio 2019, Ana Guerra insieme ad Aitana e Greeicy Rendón si sono esibite con Lo malo al preshow della 31ª edizione del Premio Lo Nuestro di Miami, una cerimonia di premiazione nella quale vengono premiati i più importanti esponenti della musica latina in tutto il mondo, presentata dalla rete televisiva statunitense Univision.
Tra settembre 2019 e gennaio 2020, Ana Guerra ha girato 16 città in tutta la Spagna con il suo compagno di Operación Triunfo Luis Cepeda nel tour ImaginBank.
Nel dicembre 2019, Ana Guerra aveva nove dischi di platino e due dischi d'oro. Oltre 90.000 follower attraverso i loro social network e con oltre 85 milioni di visualizzazioni sul loro canale YouTube. D'altra parte, il suo album solista, Reflexión, ha superato i 100 milioni di visualizzazioni. Anche durante quell'anno, Ana Guerra ha condiviso il palco con grandi star della musica in lingua spagnola come Alejandro Sanz e Juan Luis Guerra.
Ana Guerra ha presentato insieme al presentatore Roberto Herrera, le campane di Capodanno 2020-2021 da Santa Cruz de Tenerife per tutta la Spagna. L'evento è stato seguito da 4.734.000 telespettatori con una quota di audience del 27,2%.

## Vita privata e influenze
Guerra cita Juan Luis Guerra, Michael Bublé e Luis Miguel come principali influenze artistiche. Suona inoltre il flauto traverso.
Guerra ha avuto una relazione con Javier Luis Delgado, conosciuto anche come Jadel, vincitore del talent spagnolo El Número Uno; la coppia si è lasciata nel 2018. Dal 2018 al 2020 ha invece avuto una storia con l'attore Miguel Ángel Muñoz.
Dal 2021 è legata all'attore e cantante Víctor Elías; i due si sono fidanzati ufficialmente nell'ottobre 2023. Nel febbraio 2024 annunciarono il loro matrimonio, che avrebbe avuto luogo il 31 ottobre dello stesso anno, presso la tenuta Prados Moros, nella Sierra de Guadarrama a Madrid.

## Discografia

### Album in studio
- 2017 – Sus canciones (Operación Triunfo 2017)
- 2021 – Luz del martes
- 2024 – Sin final

### EP
- 2019 – Reflexión

### Singoli
- 2018 – Lo malo (con Aitana)
- 2018 – Ni la hora (con Juan Magán)
- 2018 – Bajito
- 2019 – Sayonara (con Mike Bahía)
- 2019 – Culpable o no (con Luis Cepeda)
- 2020 – Tarde o temprano
- 2020 – Listo va (con Lérica)
- 2021 – Tik-Tak
- 2023 – Si me quisieras
- 2023 – Tiempo de Descuento
- 2024 – Contar Mentiras
- 2024 – Canción de luto (con Coti)
- 2025 – La llama

### Collaborazioni
- 2018 – Camina (con Aitana, Alfred, Amaia e Miriam)
- 2018 – El mundo entero (con Agoney Hernández, Aitana, Mimi Doblas, Raoul Vázquez e Maikel Delacalle)
- 2019 – Desde que te vi (con David Bustamante)
- 2019 – El viajero (Remix) (con Nabález & Yera)
- 2019 – Acepto milagros (con Tiziano Ferro)
- 2020 – Robarte el corazón (con Bombai)
- 2020 – Dos segundos (con Huecco)
- 2020 – Los amigos no se besan en la boca (con Lasso)
- 2020 – ¡Contigo siempre es Navidad! (con Raphael, Bely Basarte, María Parrado, Luis Cepeda, Antonio José e Miriam Rodríguez)
- 2021 – Peter Pan (con David Otero)
- 2022 – Voy a pensar en ti (con Fran Perea)

### Singoli promozionali
- 2018 – El remedio
- 2018 – Olvídame

### Colonne sonore
- 2018 – Fugitiva (sigla della serie Fugitiva)
- 2020 – En el amor todo es empezar (dal film Explota, explota)
- 2020 – Historias que nos unen (cortometraggio di Natale di Disney)

## Riconoscimenti
- 2018 - Hija Adoptiva di Murcia.[35]
- 2023 - Ambasciatore di Ribadeo (Lugo).[36]